# Copa del Món de Futbol
|  | Aquest article tracta sobre el torneig de seleccions de futbol masculí. Si cerqueu el torneig femení, vegeu «Copa del Món Femenina de Futbol». |

La Copa del Món de Futbol (anomenada popularment Mundial de Futbol) és la competició oficial més important de futbol a nivell de seleccions masculines. És la competició futbolística més representativa del món en què s'enfronten els equips nacionals membres de la Federació Internacional de Futbol Associació (FIFA), el cos de regulació més gran dels esports. El campionat es disputa cada quatre anys des de la seva primera edició, el 1930, a excepció dels anys 1942 i 1946 a causa de la Segona Guerra Mundial. No obstant això, es pot considerar un esdeveniment continu, atès que les rondes de classificació disputen durant els tres anys anteriors a les rondes finals, també anomenada fase final.
En la fase o ronda final de la competició participen 32 equips nacionals que competeixen durant un període de quatre setmanes al territori d'una (o dues) nació seu. Només vuit nacions han guanyat el títol de la Copa del Món durant les 21 competicions que s'han realitzat.

## Història

### Inicis
A causa de l'èxit dels tornejos olímpics de futbol, la FIFA, amb el president Jules Rimet com a impulsor, va tornar a estudiar la possibilitat d'organitzar el seu propi torneig internacional al marge de les Olimpíades. El 28 de maig de 1928, el Congrés de la FIFA celebrat a Amsterdam va decidir organitzar un campionat mundial propi. Amb Uruguai ja bicampió mundial de futbol i per celebrar el seu centenari de la independència el 1930, la FIFA va nomenar l'Uruguai com a país amfitrió del torneig inaugural de la Copa Mundial.
Les associacions nacionals de les nacions seleccionades van ser convidades a enviar un equip, però l'elecció d'Uruguai com a seu de la competició suposava un llarg i costós viatge a través de l'oceà Atlàntic per als equips europeus. Per això cap país europeu es va comprometre a enviar un equip fins a dos mesos abans del començament de la competició. Finalment, Rimet va aconseguir que els equips de Bèlgica, França, Romania i Iugoslàvia realitzessin el viatge. En total, van participar 13 països: set de Sud-amèrica, quatre d'Europa i dos d'Amèrica del Nord.

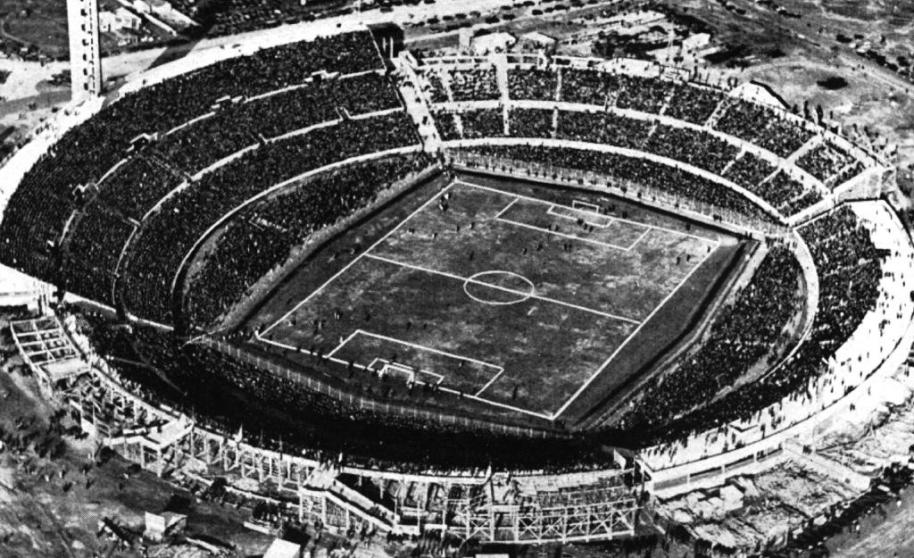
Estadi Centenario de la ciutat uruguaiana de Montevideo, escenari de la final de la primera Copa del Món de la FIFA el 1930

Els dos primers partits de la Copa Mundial es van celebrar simultàniament el 13 de juliol de 1930, i van ser guanyats per França i els Estats Units, que van derrotar Mèxic per 4-1 i Bèlgica per 3-0 respectivament. El primer gol de la història de la Copa del Món ho va marcar Lucien Laurent, de França. En la final, l'Uruguai va derrotar l'Argentina per 4-2 davant 93.000 persones a Montevideo, i es va convertir en la primera nació en guanyar la Copa del Món. Després de la creació de la Copa del Món, la FIFA i el COI van discrepar sobre l'estatus dels jugadors amateurs, per la qual cosa el futbol va ser eliminat dels Jocs Olímpics d'Estiu de 1932. Després que el COI i la FIFA resolguessin les seves diferències, el futbol olímpic va tornar a les Olimpiades de 1936, però ara va ser eclipsat per la més prestigiosa Copa del Món.
Els problemes a què es van enfrontar els primers tornejos de la Copa del Món van ser les dificultats dels viatges intercontinentals i la guerra. Poques seleccions sud-americanes estaven disposades a viatjar a Europa per a la Copa del Món de 1934 i totes les nacions nord-americanes i sud-americanes, excepte Brasil i Cuba, van boicotejar el torneig de 1938. Brasil va ser l'únic equip sud-americà que va competir en tots dos. Les competicions de 1942 i 1946, que Alemanya i Brasil pretenien organitzar, es van cancel·lar a causa de la Segona Guerra Mundial i les seves conseqüències.

### Copa del Món després de la II Guerra Mundial
El Mundial del 1950, celebrat al Brasil, va ser el primer a incloure participants britànics. Els equips britànics es van retirar de la FIFA el 1920, en part per no voler jugar contra els països amb què havien estat en guerra, i en part com a protesta contra la influència estrangera en el futbol, però es van reincorporar el 1946 després de la invitació de la FIFA. El torneig també va suposar el retorn del campió de 1930, Uruguai, que havia boicotejat els dos mundials anteriors. Uruguai va tornar a guanyar el torneig després de derrotar el país amfitrió, Brasil, en el partit anomenat "Maracanaço".
En els tornejos entre 1934 i 1978, van competir 16 equips a cada torneig, excepte el 1938, quan Àustria va ser absorbida per Alemanya després de la classificació, deixant el torneig amb 15 equips, i el 1950, quan Índia, Escòcia i Turquia es van retirar, deixant el torneig amb 13 equips. La majoria de les nacions participants eren d'Europa i Amèrica del Sud, amb una petita minoria d'Amèrica del Nord, Àfrica, Àsia i Oceania. Aquests equips solien ser derrotats fàcilment pels equips europeus i sud-americans. Fins al 1982, els únics equips de fora d'Europa i Amèrica del Sud que van superar la primera ronda van ser: Estats Units, semifinalista el 1930; Cuba, quartfinalista el 1938; Corea del Nord, quartfinalista el 1966; i Mèxic, quartfinalista el 1970.

### Expansió a 32 equips
El torneig es va ampliar a 24 equips el 1982, i després a 32 el 1998, permetent la participació de més equips d'Àfrica, Àsia i Amèrica del Nord. Des de llavors, els equips d'aquestes regions han tingut més èxit, i diversos han arribat als quarts de final: Mèxic, quart finalista el 1986; Camerun, quartfinalista el 1990; Corea del Sud, quartfinalista el 2002; Senegal, juntament amb els Estats Units, tots dos quartfinalistes el 2002; Ghana, quartfinalista el 2010; i Costa Rica, quartfinalista el 2014. Les seleccions europees i sud-americanes continuen dominant, per exemple, els quarts de final del 1994, 1998, 2006 i 2018 eren tots d'Europa o Amèrica del Sud i també els finalistes de tots els tornejos fins ara.
Dos-cents equips van participar en les rondes de classificació per a la Copa Mundial de la FIFA 2002. 198 nacions van intentar classificar-se per a la Copa Mundial de la FIFA 2006. Un rècord de 204 països es va inscriure a la classificació per a la Copa Mundial de la FIFA 2010.

### Expansió a 48 equips
L'octubre de 2013, Sepp Blatter va parlar de garantir a la regió de la Unió de Futbol del Carib un lloc al Mundial. En l'edició del 25 d'octubre de 2013 del Setmanari de la FIFA, Blatter va escriure que: "Des d'una perspectiva purament esportiva, m'agradaria que la globalització es prengués per fi de debò, i que les associacions nacionals africanes i asiàtiques rebessin l'estatus que mereixen a la Copa Mundial de la FIFA. No pot ser que les confederacions europees i sud-americanes reclamin la majoria de les places a la Copa Mundial”. Aquestes dues observacions suggereixen als comentaristes que Blatter podria presentar-se a la reelecció a la presidència de la FIFA.
Després de la publicació de la revista, el possible oponent de Blatter per a la presidència de la FIFA, el president de la UEFA Michel Platini, va respondre que tenia la intenció d'ampliar el Mundial a 40 associacions nacionals, augmentant el nombre de participants a vuit. Platini va dir que assignaria una plaça addicional a la UEFA, dues a la Confederació Asiàtica de Futbol i dues a la Confederació Africana de Futbol, dues compartides entre la CONCACAF i la CONMEBOL, i una plaça garantida per a la Confederació de Futbol d'Oceania.
L'octubre del 2016, el president de la FIFA, Gianni Infantino, va declarar el seu suport a un Mundial de 48 equips el 2026. El 10 de gener del 2017, la FIFA va confirmar que el Mundial del 2026 tindrà 48 equips finalistes.

### 2015: Cas de corrupció a la FIFA
Al maig de 2015, els jocs estaven sota un núvol particularment fosc a causa del cas de corrupció de la FIFA de 2015, acusacions i càrrecs penals de suborn, frau i blanqueig de diners per corrompre l'emissió de drets de mitjans de comunicació i comercialització (licitacions arreglades) per als jocs de la FIFA, amb funcionaris de la FIFA acusats d'acceptar suborns per un total de més de 150 milions de dòlars durant 24 anys. A finals de maig, el Departament de Justícia dels EUA va anunciar una acusació de 47 càrrecs de xantatge, frau electrònic i conspiració de blanqueig de diners contra 14 persones. Des de llavors es van produir detencions de més d'una dotzena de funcionaris de la FIFA, especialment el 29 de maig i el 3 de desembre. A finals de maig del 2015, un total de nou funcionaris de la FIFA i cinc executius de mercats esportius i de radiodifusió ja havien estat acusats de corrupció. En aquell moment, el president de la FIFA, Sepp Blatter, va anunciar que deixaria el càrrec el febrer de 2016.
El 4 de juny de 2015, Chuck Blazer, mentre cooperava amb l'FBI i les autoritats suïsses, va admetre que ell i els altres membres del llavors comitè executiu de la FIFA van ser subornats per promoure els Mundials de 1998 i 2010. El 10 de juny de 2015, les autoritats suïsses van confiscar les dades informàtiques de les oficines de Sepp Blatter. Aquell mateix dia, la FIFA va posposar el procés de licitació de la Copa Mundial de la FIFA del 2026 a la llum de les acusacions de suborn en l'adjudicació dels tornejos del 2018 i 2022. El llavors secretari general, Jérôme Valcke, va declarar: "A causa de la situació, crec que no té sentit iniciar cap procés de licitació de moment". El 28 d'octubre de 2015, Blatter i el vicepresident de la FIFA, Michel Platini, possible candidat a la presidència, van ser suspesos durant 90 dies; tots dos van mantenir la seva innocència en declaracions als mitjans de comunicació.
El 3 de desembre de 2015, dos vicepresidents de la FIFA van ser detinguts per sospita de suborn al mateix hotel de Zúric en què havien estat arrestats set funcionaris de la FIFA al maig. Aquell mateix dia es van anunciar 16 acusacions més per part del Departament de Justícia dels Estats Units.

## Trofeu
Del 1930 al 1970, el Trofeu Jules Rimet s'atorgava a l'equip guanyador de la Copa del Món. Originalment es coneixia simplement com a World Cup o Coupe du Monde, però el 1946 es va rebatejar amb el nom del president de la FIFA Jules Rimet, que va crear el primer torneig. El 1970, la tercera victòria del Brasil al torneig li va donar dret a quedar-se amb el trofeu de forma permanent. No obstant això, el trofeu va ser robat el 1983 i mai ha estat recuperat, pel que sembla va ser fos pels lladres.
Després del 1970, es va dissenyar un nou trofeu, conegut com el Trofeu de la Copa Mundial de la FIFA. Els experts de la FIFA, procedents de set països, van avaluar els 53 models presentats i van optar finalment per l'obra del dissenyador italià Silvio Gazzaniga. El nou trofeu té 36 cm d'alçada, està fet d'or massís de 18 quirats (75%) i pesa 6,175 kg.

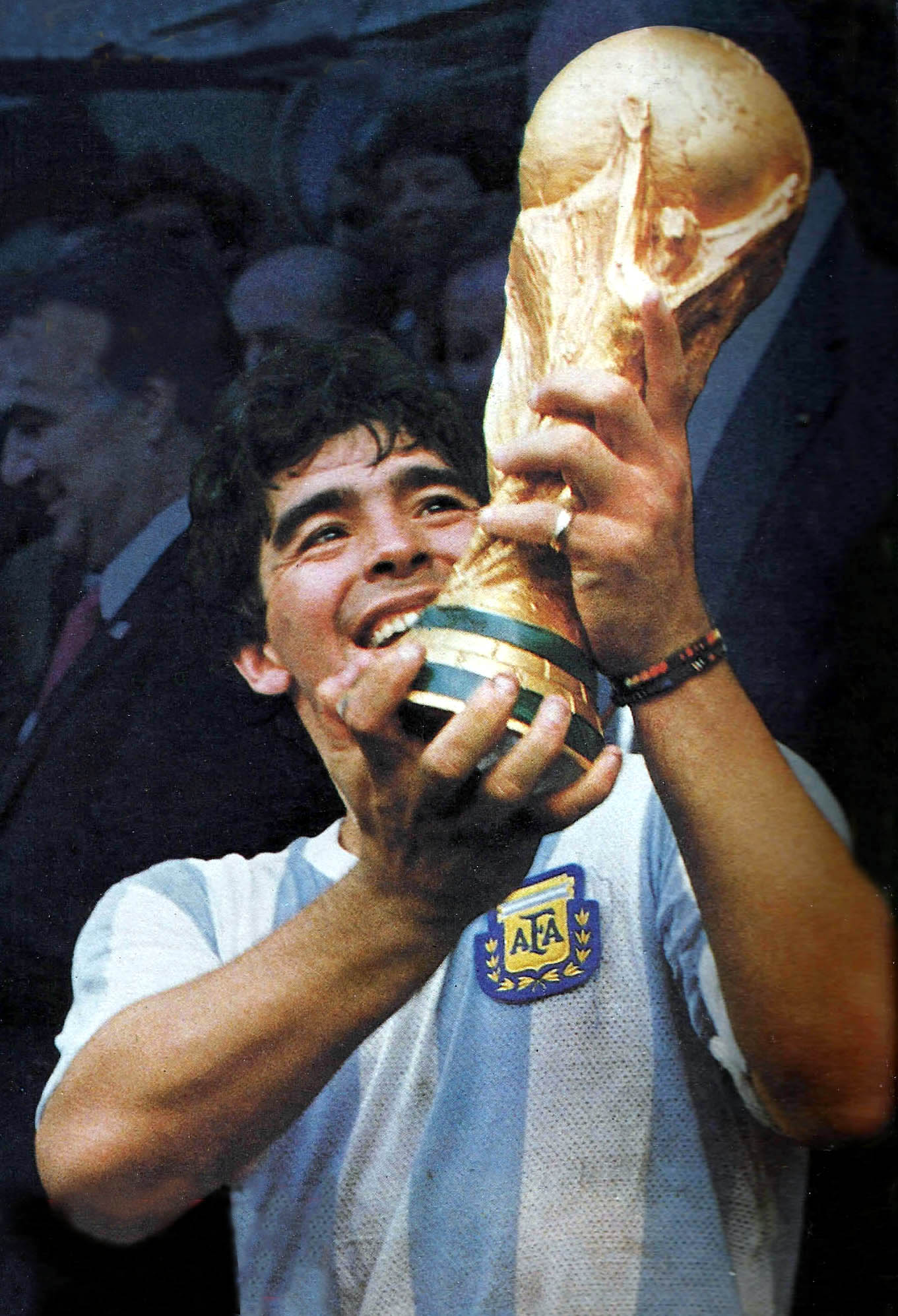
El capità de l'Argentina, Maradona, sosté el trofeu guanyat en l'edició de 1986

La base conté dues capes de malaquita semipreciosa, mentre que la part inferior del trofeu porta gravats l'any i el nom de cadascun dels guanyadors de la Copa Mundial de la FIFA des del 1974: "Les línies sorgeixen de la base, s'eleven en espiral i s'estenen per rebre el món. De les notables tensions dinàmiques del cos compacte de l'escultura sorgeixen les figures de dos atletes a l'emocionant moment de la victòria”.
Aquest nou trofeu no es lliura a la nació guanyadora de forma permanent. Els guanyadors de la Copa del Món conserven el trofeu només fins que s'acaba la celebració posterior al partit. Immediatament després se'ls lliura una rèplica xapada en or en lloc de l'original d'or massís.
Tots els membres (jugadors, entrenadors i directius) dels tres primers equips reben medalles amb la insígnia del Trofeu de la Copa del Món; els guanyadors (or), els subcampions (plata) i els tercers (bronze). A l'edició de 2002, les medalles del quart lloc van ser atorgades a l'amfitrió, Corea del Sud. Abans del torneig del 1978, les medalles només es lliuraven als onze jugadors que estaven al camp al final de la final i del partit pel tercer lloc. El novembre de 2007, la FIFA va anunciar que tots els membres de les seleccions guanyadores de la Copa del Món entre 1930 i 1974 serien premiats retroactivament amb medalles de guanyadors.
Des del 2006, els guanyadors de la competició també tenen dret a portar la Insígnia de Campió de la FIFA, fins al moment en què es decideixi el guanyador de la següent competició.

## Sistema de competició

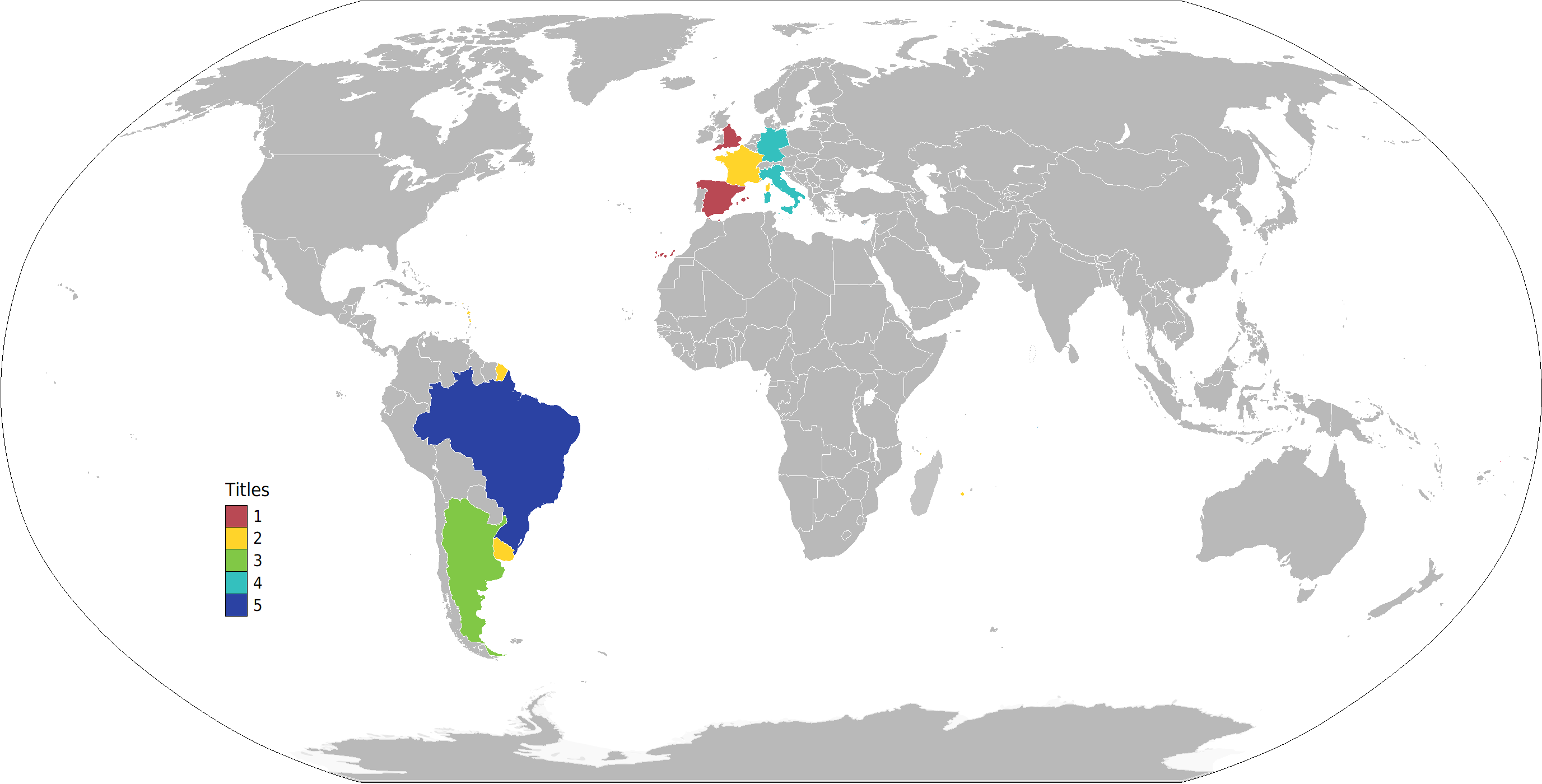
Federacions més exitoses de la història de la Copa del Món FIFA.

El torneig consisteix en dues fases: una classificatòria i una fase final.
A la ronda classificatòria hi participen quasi tots els membres afiliats a la FIFA en diferents fases classificatòries organitzades per les sis confederacions continentals: AFC (Àsia), CAF (Àfrica), CONCACAF (Amèrica del Nord, Amèrica Central i el Carib), CONMEBOL (Sud-amèrica), OFC (Oceania) i UEFA (Europa).
Cada confederació té una sèrie d'equips assignats per la FIFA per a participar en la fase final en funció del nivell futbolístic de cadascuna. En total es classifiquen 31 equips (nombre que ha anat variant en els diversos campionats). L'equip del país organitzador té una plaça garantida. Entre els tornejos de 1938 i 2002, el campió del campionat anterior es classificava automàticament, però aquesta regla fou abolida a partir del torneig de 2006.
A la fase final, els 32 equips participants es divideixen en vuit grups de quatre equips. Els dos primers de cada grup, per un total de 16, passen a disputar eliminatòries de vuitens de final, quarts, semifinals i final a partit únic. Els dos perdedors de les semifinals disputen un partit pel tercer i quart lloc.

## Organització i cobertura mediàtica
La Copa del Món va ser televisada per primer cop el 1954 i és actualment l'esdeveniment esportiu més seguit del món, superant fins i tot els Jocs Olímpics. L'audiència acumulada de tots els partits de la Copa del Món de 2006 s'estima en 26.290 milions. 715,1 milions de persones van veure el partit final d'aquest torneig (una novena part de tota la població del planeta). El sorteig de la Copa del Món del 2006, que va decidir la distribució dels equips en diferents grups, va ser vist per 300 milions de persones.
Des del 1966 cada Copa del Món de la FIFA té la seva pròpia mascota o logotip. World Cup Willie, la mascota de la competició del 1966, va ser la primera mascota de la Copa. Les últimes Copes del Món també han tingut pilotes oficials, dissenyades especialment per cada edició.

## Palmarès
| Any          | Seu                           |                       | Final          | Final                 | Final                 |             | Partit pel tercer lloc | Partit pel tercer lloc | Partit pel tercer lloc |
| Any          | Seu                           | Campió                | Resultat       | Subcampió             | Tercer                | Resultat    | Quart                  |                        |                        |
| 1930 Detalls | Uruguai                       | · Uruguai             | 4 - 2          | · Argentina           | · Estats Units        | [ 43 ]      | · Iugoslàvia           |                        |                        |
| 1934 Detalls | Itàlia                        | · Itàlia              | 2 - 1 (pr.)    | · Txecoslovàquia      | · Imperi Alemany      | 3 - 2       | · Àustria              |                        |                        |
| 1938 Detalls | França                        | · Itàlia              | 4 - 2          | · Hongria             | · Brasil              | 4 - 2       | · Suècia               |                        |                        |
| 1950 Detalls | Brasil                        | · Uruguai             | [ 44 ]         | · Brasil              | · Suècia              | [ 44 ]      | · Espanya              |                        |                        |
| 1954 Detalls | Suïssa                        | · Alemanya Occidental | 3 - 2          | · Hongria             | · Àustria             | 3 - 1       | · Uruguai              |                        |                        |
| 1958 Detalls | Suècia                        | · Brasil              | 5 - 2          | · Suècia              | · França              | 6 - 3       | · Alemanya Occidental  |                        |                        |
| 1962 Detalls | Xile                          | · Brasil              | 3 - 1          | · Txecoslovàquia      | · Xile                | 1 - 0       | · Iugoslàvia           |                        |                        |
| 1966 Detalls | Anglaterra                    | · Anglaterra          | 4 - 2 (pr.)    | · Alemanya Occidental | · Portugal            | 2 - 1       | · Unió Soviètica       |                        |                        |
| 1970 Detalls | Mèxic                         | · Brasil              | 4 - 1          | · Itàlia              | · Alemanya Occidental | 1 - 0       | · Uruguai              |                        |                        |
| 1974 Detalls | RFA                           | · Alemanya Occidental | 2 - 1          | · Països Baixos       | · Polònia             | 1 - 0       | · Brasil               |                        |                        |
| 1978 Detalls | Argentina                     | · Argentina           | 3 - 1 (pr.)    | · Països Baixos       | · Brasil              | 2 - 1       | · Itàlia               |                        |                        |
| 1982 Detalls | Espanya                       | · Itàlia              | 3 - 1          | · Alemanya Occidental | · Polònia             | 3 - 2       | · França               |                        |                        |
| 1986 Detalls | Mèxic                         | · Argentina           | 3 - 2          | · Alemanya Occidental | · França              | 4 - 2 (pr.) | · Bèlgica              |                        |                        |
| 1990 Detalls | Itàlia                        | · Alemanya Occidental | 1 - 0          | · Argentina           | · Itàlia              | 2 - 1       | · Anglaterra           |                        |                        |
| 1994 Detalls | Estats Units                  | · Brasil              | 0 - 0 (3–2 p.) | · Itàlia              | · Suècia              | 4 - 0       | · Bulgària             |                        |                        |
| 1998 Detalls | França                        | · França              | 3 - 0          | · Brasil              | · Croàcia             | 2 - 1       | · Països Baixos        |                        |                        |
| 2002 Detalls | Corea del Sud · Japó          | · Brasil              | 2 - 0          | · Alemanya            | · Turquia             | 3 - 2       | · Corea del Sud        |                        |                        |
| 2006 Detalls | Alemanya                      | · Itàlia              | 1 - 1 (5–3 p.) | · França              | · Alemanya            | 3 - 1       | · Portugal             |                        |                        |
| 2010 Detalls | Sud-àfrica                    | · Espanya             | 1 - 0 (pr.)    | · Països Baixos       | · Alemanya            | 3 - 2       | · Uruguai              |                        |                        |
| 2014 Detalls | Brasil                        | · Alemanya            | 1 - 0 (pr.)    | · Argentina           | · Països Baixos       | 3 - 0       | · Brasil               |                        |                        |
| 2018 Detalls | Rússia                        | · França              | 4 - 2          | · Croàcia             | · Bèlgica             | 2 - 0       | · Anglaterra           |                        |                        |
| 2022 Detalls | Qatar                         | · Argentina           | 3 - 3 (4–2 p.) | · França              | · Croàcia             | 2 - 1       | · Marroc               |                        |                        |
| 2026 Detalls | Estats Units · Canadà · Mèxic |                       |                |                       |                       |             |                        |                        |                        |
| 2030 Detalls | Espanya · Marroc · Portugal   |                       |                |                       |                       |             |                        |                        |                        |
| 2034 Detalls | Aràbia Saudita                |                       |                |                       |                       |             |                        |                        |                        |

- pr. — pròrroga

- p. — tanda de penals

### Títols per selecció
| Selecció        | Campió                           | Subcampió                  | Tercer                     | Quart                |
| --------------- | -------------------------------- | -------------------------- | -------------------------- | -------------------- |
| Brasil          | 5 (1958, 1962, 1970, 1994, 2002) | 2 (1950, 1998)             | 2 (1938, 1978)             | 2 (1974, 2014)       |
| Alemanya*       | 4 (1954, 1974, 1990, 2014)       | 4 (1966, 1982, 1986, 2002) | 4 (1934, 1970, 2006, 2010) | 1 (1958)             |
| Itàlia          | 4 (1934, 1938, 1982, 2006)       | 2 (1970, 1994)             | 1 (1990)                   | 1 (1978)             |
| Argentina       | 3 (1978, 1986, 2022)             | 3 (1930, 1990, 2014)       |                            |                      |
| França          | 2 (1998, 2018)                   | 2 (2006, 2022)             | 2 (1958, 1986)             | 1 (1982)             |
| Uruguai         | 2 (1930, 1950)                   |                            |                            | 3 (1954, 1970, 2010) |
| Anglaterra      | 1 (1966)                         |                            |                            | 2 (1990, 2018)       |
| Espanya         | 1 (2010)                         |                            |                            | 1 (1950)             |
| Països Baixos   |                                  | 3 (1974, 1978, 2010)       | 1 (2014)                   | 1 (1998)             |
| Hongria         |                                  | 2 (1938, 1954)             |                            |                      |
| República Txeca |                                  | 2 (1934, 1962)             |                            |                      |
| Suècia          |                                  | 1 (1958)                   | 2 (1950, 1994)             | 1 (1938)             |
| Croàcia         |                                  | 1 (2018)                   | 2 (1998, 2022)             |                      |
| Polònia         |                                  |                            | 2 (1974, 1982)             |                      |
| Bèlgica         |                                  |                            | 1 (2018)                   | 1 (1986)             |
| Àustria         |                                  |                            | 1 (1954)                   | 1 (1934)             |
| Portugal        |                                  |                            | 1 (1966)                   | 1 (2006)             |
| Estats Units    |                                  |                            | 1 (1930)                   |                      |
| Xile            |                                  |                            | 1 (1962)                   |                      |
| Turquia         |                                  |                            | 1 (2002)                   |                      |
| Sèrbia          |                                  |                            |                            | 2 (1930, 1962)       |
| URSS            |                                  |                            |                            | 1 (1966)             |
| Corea del Sud   |                                  |                            |                            | 1 (2002)             |
| Bulgària        |                                  |                            |                            | 1 (1994)             |
| Marroc          |                                  |                            |                            | 1 (2022)             |

* = inclou  Alemanya Federal

### Títols per confederació
| Confederació               | Títols | Anys                                                                   |
| -------------------------- | ------ | ---------------------------------------------------------------------- |
| UEFA (Europa)              | 12     | 1934, 1938, 1954, 1966, 1974, 1982, 1990, 1998, 2006, 2010, 2014, 2018 |
| Conmebol (Amèrica del Sud) | 10     | 1930, 1950, 1958, 1962, 1970, 1978, 1986, 1994, 2002, 2022             |

## Guardons de la Copa del Món
Al final de cada Copa del Món es lliuren premis a jugadors i equips pels seus assoliments, independentment de les seves classificacions finals del torneig.
- Bota d'Or Adidas (de vegades Bota Or) per al màxim golejador (per primer cop concedida l'any 1982 però retrospectivament aplicada a tots els tornejos a partir de l'any 1930); recentment la Bota de Plata i la Bota de Bronze es van concedir al segon i tercer golejador respectivament.

- Equip de les Estrelles Mastercard, format pels millors jugadors del torneig, s'atorga a cada torneig des de l'any 1998.

- Pilota d'Or Adidas: es concedeix per la votació de representants de mitjans de comunicació (per primera vegada es va concedir l'any 1982). Pilota de Plata i Pilota de Bronze: es concedeixen als jugadors que ocupin el segon i tercer llocs en l'esmentada votació (el jugador amb el millor resultat guardonat amb una Pilota d'Or és Miroslav Klose).

- Premi FIFA Joc Net, per l'equip amb el rècord de joc net segons el sistema d'adjudicació de punts i criteris fixats pel Comité de la FIFA pel joc net (per primer cop concedit l'any 1978).

- Premi Gillette al millor jugador jove, atorgat al millor jugador de 21 anys o menys a data d'inici de l'any natural, segons el criteri del Grup d'investigacions tècniques de la FIFA (per primer cop concedit l'any 2006).

- Premi Lev Iaixin al millor porter atorgat pel Grup d'investigacions tècniques de la FIFA (per primer cop concedit l'any 1994).

- Premi a l'Equip Més Entretingut, per l'equip que més ha divertit al públic durant la Copa del Món de Futbol, determinat en una votació popular (per primer cop concedit l'any 1994).[46]